# Slonovi
Slonovi (lat. Elephantidae od elefantus) su porodica viših sisavaca. Svi su, bez izuzetaka, biljožderi i hrane se prije svega travama i lišćem, ali u slučaju nedostatka te hrane, jedu i granje grmlje, koru i sličnu hranu. 
Slonovi su najveći kopneni sisavci koji danas žive na zemlji. Kod rođenja, mladunče može težiti i do 100 kg. Skotnost slonice traje 20 do 22 mjeseca i najduža je od svih kopnenih sisavaca. Mogu živjeti do 70 godina. Najveći slon je ubijen 1974. u južnoj Angoli i bio je težak 12.240 kg.

### Podjela
Danas žive još samo tri vrste surlaša:
- afrički slon (Loxodonta africana)
- Afrički šumski slon (Loxodonta cyclotis)
- azijski slon (Elephas maximus)

Kriptozoolozi sumnjaju na postojanje još jedne vrste, patuljastog slona (Loxodonta pumilio) ali to nije baš vjerojatno. Ta vrsta živi, prema njihovom mišljenju, uz šumskog slona u tropskim kišnim šumama (Gabon, Kongo, Kamerun).
U Africi žive četiri odvojene populacije slonova: u savanama istočne i južne Afrike, u zapadnoj Africi na sjeveru Namiba (pustinja i istoimeni nacionalni park u Namibiji) i u tropskim kišnim šumama centralne Afrike.
Status šumskog slona kao zasebne vrste dokazan je uz pomoć DNK. Ali iz kuta gledanja zaštite vrsta, ovo priznavanje zasebnosti je problematično, jer slonova kost šumskih slonova nije zaštićena od trgovine, pa su izloženi progonu.
Druge grupe surlaša, mamuti, mastodonti i Deinotherien su izumrli. Svi danas živući surlaši su jako ugroženi. S jedne strane, njihova se prirodna staništa neprekidno smanjuju, a s druge, sve do nedavno su bili žestoko lovljeni zbog dragocjenosti slonove kosti od koje su građene njihove kljove.

### Rasprostranjenost
Afrički slon je ranije živio na čitavom afričkom kontinentu, dok je danas sjeverna granica njegovih obitavališta jug Sudana. Južno od tog područja živi svuda, ali samo u zaštićenim područjima nacionalnih parkova; no u njima su se populacije tako snažno povećale, da dolazi u pitanje "izdržljivost" okoliša. To je posebno dramatično izraženo u nacionalnom parku Čobe u Bocvani: umjesto 5.000 slonova koliko bi priroda parka mogla podnijeti, u međuvremenu živi 25.000 životinja.
Afrički šumski slon živi u kišnim šumama zapadne Afrike, među ostalim u Kamerunu, DR Kongu i Srednjoafričkoj Republici.
Područje gdje živi azijski slon širi se čitavim područjem jugoistočne Azije kao i Indijskog potkontinenta.

## Način ishrane
Slonovi su biljojedi. Jedu vegetaciju kao što je lišće, korijenje, kora drveta, trava i voće. Tijekom kišnih razdoblja jedu travu i bilje slično papirusu i biljku zvanu "mačji rep". Tijekom sušnog razdoblja jedu lišće skupljeno s trnovitih stabala.
Močvare su zadnje mjesto gdje će ići tražiti hranu jer močvarna vegetacija sadrži malo hranjivih tvari. Umirući slonovi su često nađeni u ovim područjima zbog toga što je ova vegetacija mekša, a starim slonovima često nedostaju zubi.
Afrički slon jede oko 150 kg trave, grančica, kore drveta, korijenja i voća na dan. Kako bi pojeo toliku količinu hrane on mora provesti tri četvrtine svog vremena hraneći se.
Slonovi imaju neobične zube. Zamjenjuju se onima koji niknu pozadi, a ne ispod istrošenog zuba. Šest nizova zuba se izmjeni na svakoj čeljusti, iako se uvijek koriste samo 4 zuba gornje i donje čeljusti. U vrijeme kada je već šesti zub otprilike do pola istrošen, slon ne može dobro žvakati hranu, ali je tada već starac. Slonovi spadaju u rijetke sisavce koji žive kao čovjek, dovoljno dugo da bi ih zahvatio proces starenja.

## Gospodarska primjena
Slona se koristi kao radnu životinju, ali koristilo ga se i za izvršenje smrtne kazne, kao što je primjerice gnječenje slonom.

## Vanjske poveznice

### Sestrinski projekti
|  | Zajednički poslužitelj ima još gradiva o temi slonovi |
|  | Wikivrste imaju podatke o taksonu Elephantidae        |

### Mrežna sjedišta
- LZMK / Proleksis enciklopedija: slonovi
- slonovi Hrvatska enciklopedija. LZMK